# 春日部タケル
春日部 タケル（かすかべ タケル）とは、日本の小説家。ライトノベル作家。
神奈川県海老名市在住。第15回スニーカー大賞にて『バトルカーニバル・オブ・猿』がザ・スニーカー賞を受賞、受賞時のペンネームは春日部武。代表作の『俺の脳内選択肢が、学園ラブコメを全力で邪魔している』はテレビアニメ化され2013年10月から12月まで放送された。

## 作品
角川スニーカー文庫刊
単行本
- ヒマツリ（2010年11月 - 2011年3月）
  - ヒマツリ ガール・ミーツ・火猿[2] ISBN 978-4-04-474829-6
  - ヒマツリ2 アイスドール・ウォーズ ISBN 978-4-04-474837-1
- 俺の脳内選択肢が、学園ラブコメを全力で邪魔している（2012年1月 - 2016年2月）
- オーバーカマー!! （2016年5月 - 10月）
  - オーバーカマー!! 馬鹿とチートは紙一重 ISBN 978-4-04-104570-1
  - オーバーカマー!!2 解けない心の溶かし方 ISBN 978-4-04-104573-2
- 美少女作家と目指すミリオンセラアアアアアアアアッ!!（2017年7月 -2019年1月）
  - 美少女作家と目指すミリオンセラアアアアアアアアッ!! ISBN 978-4-04-105961-6
  - 美少女作家と目指すミリオンセラアアアアアアアアッ!! 2 ISBN 978-4-04-105965-4
  - 美少女作家と目指すミリオンセラアアアアアアアアッ!! 3 ISBN 978-4-04-106467-2
  - 美少女作家と目指すミリオンセラアアアアアアアアッ!! 4 ISBN 978-4-04-107083-3
  - 美少女作家と目指すミリオンセラアアアアアアアアッ!! 5 ISBN 978-4-04-107676-7
- このあと滅茶苦茶ラブコメした（2019年10月 - 2020年3月）
  - このあと滅茶苦茶ラブコメした 本当はあなたのこと大好きだけど、絶対バレてるわけないよね!! ISBN 978-4-04-108730-5
  - このあと滅茶苦茶ラブコメした 2 私とラブコメしたいんですか？ ふふ、お断りしますね ISBN 978-4-04-108732-9
- 俺がどんな選択をしようが、SS級美少女たちが全力で注目してくる ISBN 978-4-04-114065-9（2023年9月）

アンソロジー
- S WHITE スニーカー文庫25周年記念アンソロジー ISBN 978-4-04-100864-5 (2013年9月1日発売)

富士見ファンタジア文庫刊
単行本
- 聖剣使いの最強魔王 ISBN 978-4-04-074112-3 (2021年6月18日発売)